# Sociedade Recreativa Bordeirense
A Sociedade Recreativa Bordeirense,  é a principal estrutura associativa de Bordeira (Faro). A sua fundação data de 1936 e toma raízes na tradição charoleira e em particular, nas charolas "Mocidade União" criada em 1918, seguida em 1919, da "União Bordeirense".

## Historia
O aparecimento da Sociedade Recreativa Bordeirense é também tido como a expressão da vontade dos Bordeirenses em quebrar o isolamento com que tradicionalmente se debatiam por falta de comunicações, de dispor de um local apropriado e condigno onde encontrar-se para realizar bailes, récitas, charolas,  mas também se dá num período de extraordinário crescimento de Bordeira (Faro) quer do ponto de vista demográfico quer económico através da consolidação da actividade das pedreiras e da indústria da cantaria, que a par da agricultura ainda pujante fazem viver toda a gente.
Na fundação da Sociedade Recreativa Bordeirense, estão homens como  Manuel de Sousa Barra, Sebastião de Sousa Barra, José de Sousa Barra e José de Sousa Gago, tendo estes dois últimos,  assumido no elenco inicial as funções de Presidente e de Tesoureiro, respectivamente. Podes avançar que, mesmo se tratando  de pessoas pertencendo às famílias mais antigas e entre as mais abastadas de Bordeira (Faro), a Sociedade foi sempre, mesmo desde o inicio da sua criação aberta a todos os Bordeirenses sem  nenhuma  restrição de ordem social.
A Sociedade Recreativa Bordeirense foi apropriada colectivamente pela sociedade local, transformando-se no principal ponto de encontro e pólo incontornável das actividade festivas Bordeirenses.
Ao longo dos anos é nela que se realizam bailes todos os domingos á tarde, que se organizam récitas e peças de teatro, que se ouviam em grupo os relatos de Futebol pela rádio quando ainda não havia televisão, é com base na Sociedade que nasceram o  grupo de futebol, os escuteiros, a secção de atletismo, (hoje todos desaparecidos), que se organizavam os bailes de Carnaval, as marchas e as charolas 

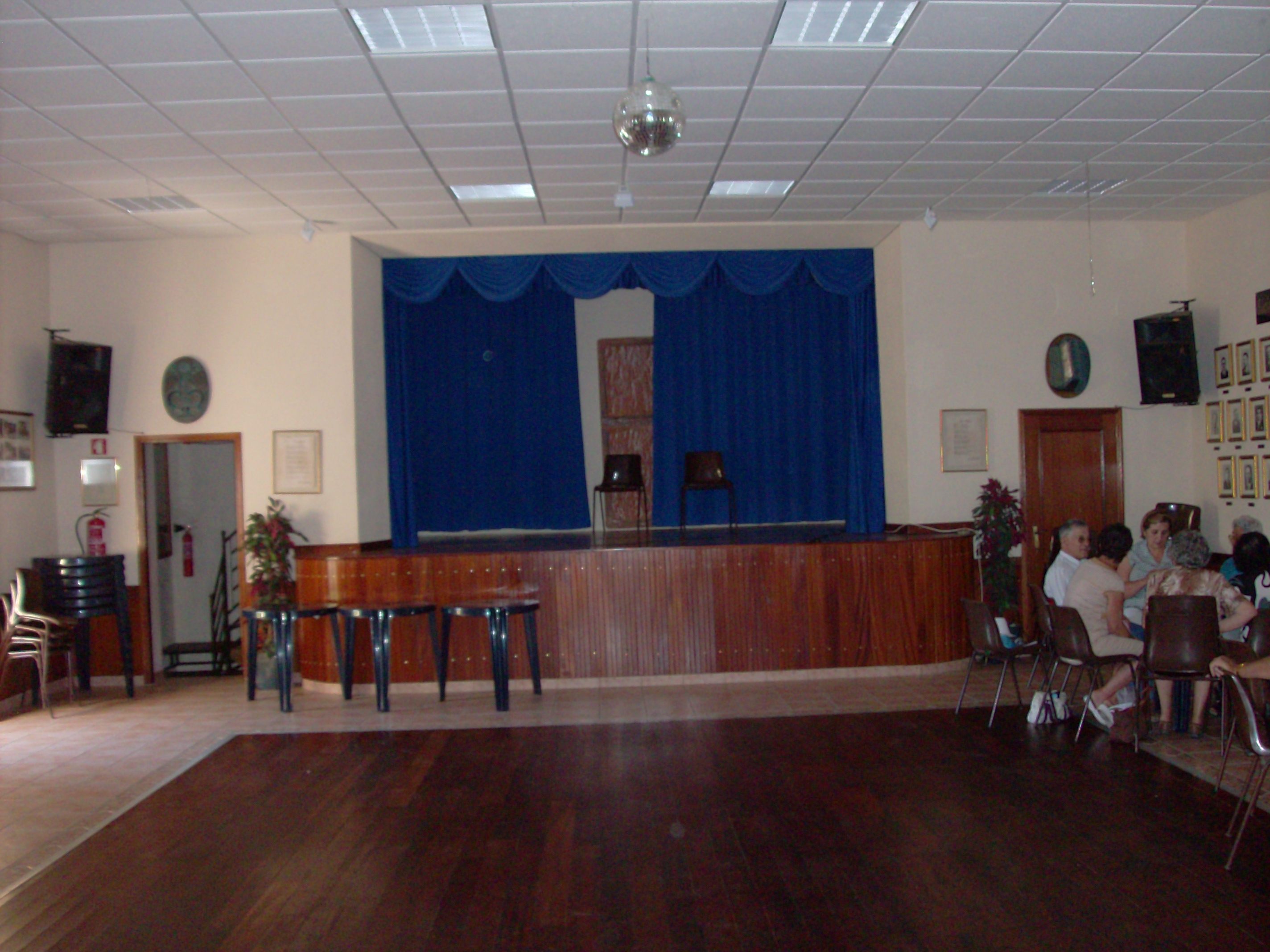
Salão da Sociedade Recreativa Bordeirense

Actualmente a  Sociedade Recreativa Bordeirense continua a ser assumida como um  elemento integrador do espírito e do bairrismo Bordeirense
- Em ligações externas, podemos ler a noticia do Diário Online-região-sul-Algarve, sobre a marcha Popular de Bordeira, da Sociedade Recreativa Bordeirense
- Em ligações externas, podemos ler  a informação do Ministério da Cultura da Restauração da Sociedade em 2004

## Datas

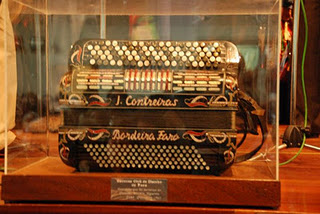
O Acordeão de José Ferreiro (Pai),construído em Bordeira,

- 1936-03-28 - Fundação da Sociedade Recreativa Bordeirense
- 1946-09-16 - Inauguração da Sede  actual
- 2004 - Restauração de sede

## Principais períodos festivos da Sociedade Recreativa Bordeirense
- Janeiro: dia 1 e dia de Reis - Encontro de Charolas
- Fevereiro / Março - Carnaval
- Junho - Marchas Populares
- Julho - Festas de verão de Bordeira
- Outubro/ Novembro - Recitas (Teatro Amador)
- Em webliografia podemos ler  várias publicações sobre as marchas populares realizadas pela Sociedade Recreativa Bordeirense.

## Webliografia
- «O Ministerio da Cultura, anuncia a restauração do edifício da Sociedade em 2004» 🔗
- «Allgarve-Diário Online-Algarve, anuncia a marcha popular da Bordeira da Sociedade Recreativa Bordeirense»
- «Puplicação on-line de Turismo Diocese do Algarve das Marchas Populares 2012,cujo tema é o acordeão,com música e letra de acordeonistas e poetas de Bordeira»